# Kaplica Świętych Braci Machabeuszy w Kuraszewie
Kaplica pod wezwaniem Świętych Braci Machabeuszy – prawosławna kaplica filialna w Kuraszewie. Należy do parafii św. Antoniego Pieczerskiego w Kuraszewie, w dekanacie Hajnówka diecezji warszawsko-bielskiej Polskiego Autokefalicznego Kościoła Prawosławnego.

## Położenie
Obiekt znajduje się na polach należących do wsi Kuraszewo, w pobliżu drogi do Lad.

## Historia
Kaplica została wzniesiona przez mieszkańców Kuraszewa po odkryciu przez jednego z nich źródełka uznanego za cudowne. Źródło to było znane od lat 30. XX w., natomiast prace budowlane ukończono w 1942. Głównym inicjatorem wzniesienia obiektu, a następnie jego opiekunem był Teodor Pawluczuk.
Po II wojnie światowej władze PRL-owskie wielokrotnie wzywały Pawluczuka do Białegostoku i uniemożliwiały sprawowanie opieki nad kapliczką. Mimo tego miejsce pozostawało celem pielgrzymek, a przybyli pielgrzymi pozostawiali w pobliżu kapliczki przyniesione krzyże wotywne. W 1973 ze środków zebranych przez miejscowych wiernych przeprowadzono generalny remont budynku, wymieniając dach i podłogę, szalując ściany oraz ogrodzono świątynię razem z przylegającym terenem. W kaplicy nabożeństwo odbywa się raz do roku – w święto patronalne (14 sierpnia).

## Architektura
Drewniana kaplica kryta blachą, salowa, zamknięta trójbocznie. Od frontu kruchta nakryta trójkątnym dachem. Najszersza część (nawowa) posiada po dwa prostokątne okna na bocznych ścianach. Najwyższą częścią kapliczki jest część prezbiterialna z niewielką cebulastą kopułą i prawosławnym krzyżem. W najbliższym otoczeniu budynku znajdują się setki drewnianych krzyży wotywnych.

## Galeria

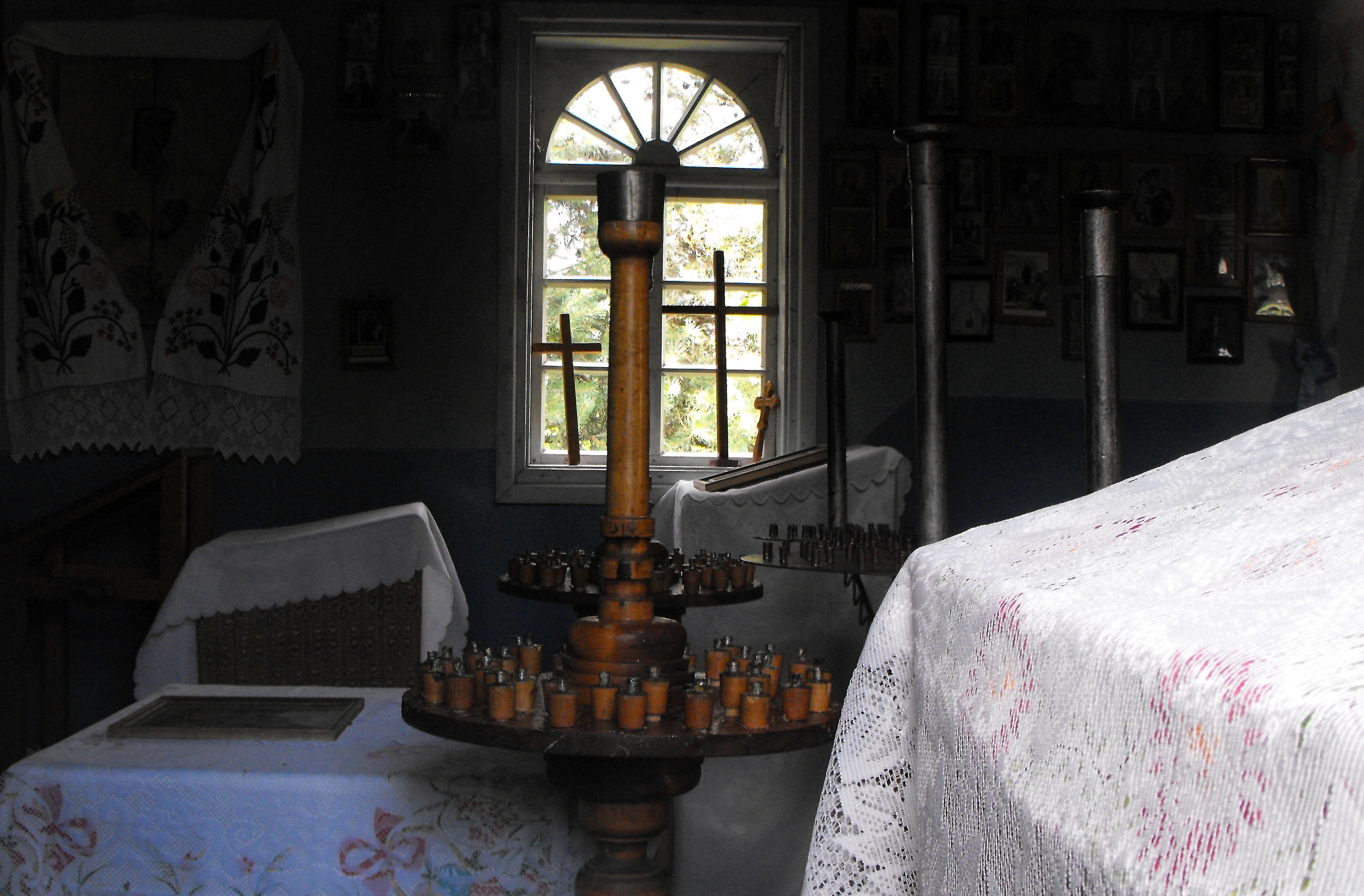
Wnętrze kaplicy
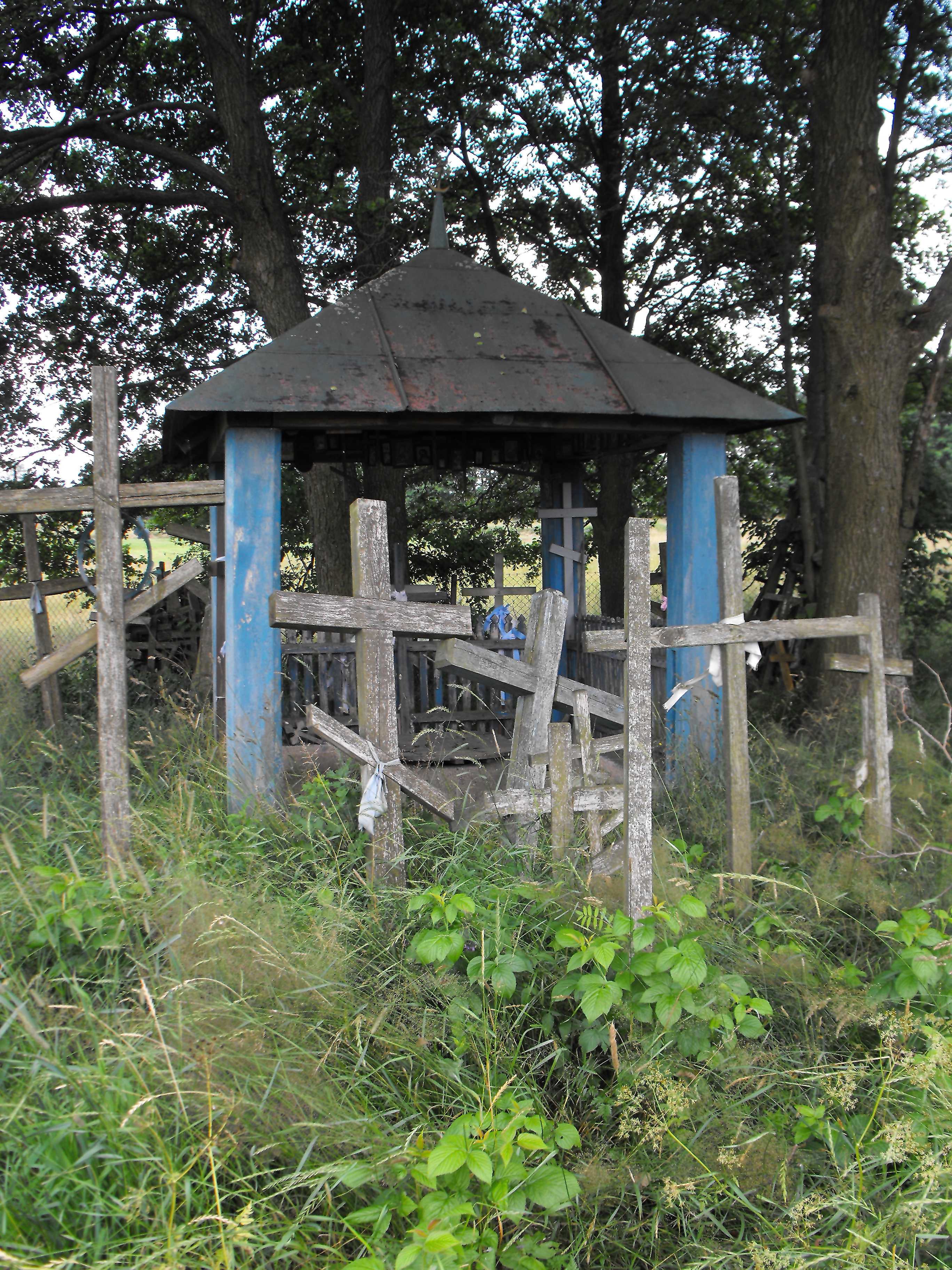
Krzyże wotywne przy źródełku